# Magenta
Magenta („purpuriu închis” sau „roșu purpuriu”) este una din cele trei culori secundare ale luminii alături de cyan și galben. Termenul provine din limba italiană, prin aluzie la sângeroasa bătălie de la Magenta din 4 iunie 1859, încheiată cu victoria francezilor asupra austriecilor. În paralel se utilizează și denumirea „fuchsia”.

## În știință și cultură

### În astronomie
Astronomii au raportat că piticele cenușii din clasa spectrală T (cele cu cele mai scăzute temperaturi, cu excepția piticelor maro Y recent descoperite) sunt colorate magenta din cauza absorbției de către atomii de sodiu și potasiu a luminii din porțiunea verde a spectrului.

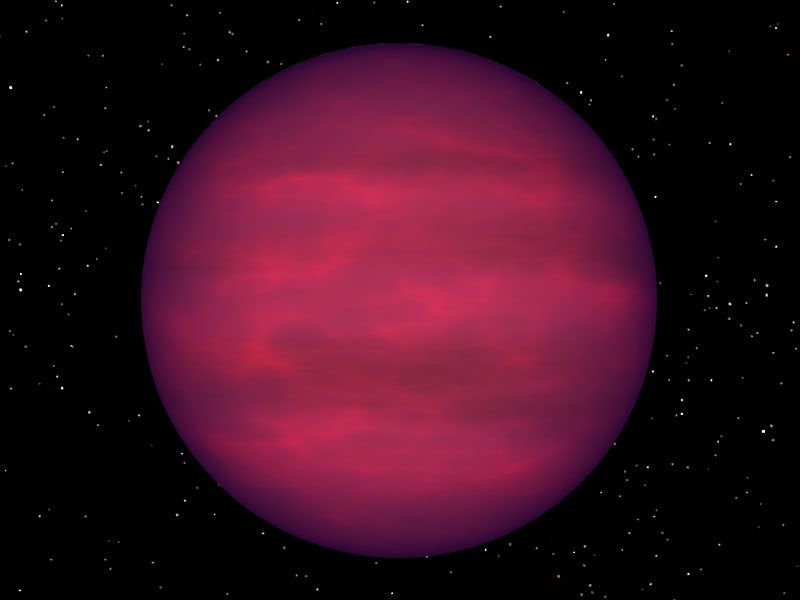
Viziune artistică despre o pitică cenușie de clasă spectrală T

### În botanică
Magenta este o culoare comună pentru flori, în special în zonele tropicale și subtropicale. Deoarece magenta este culoarea complementară a verdelui, florile magenta au cel mai mare contrast cu frunzișul verde și, prin urmare, sunt mai vizibile pentru animalele care polenizează.

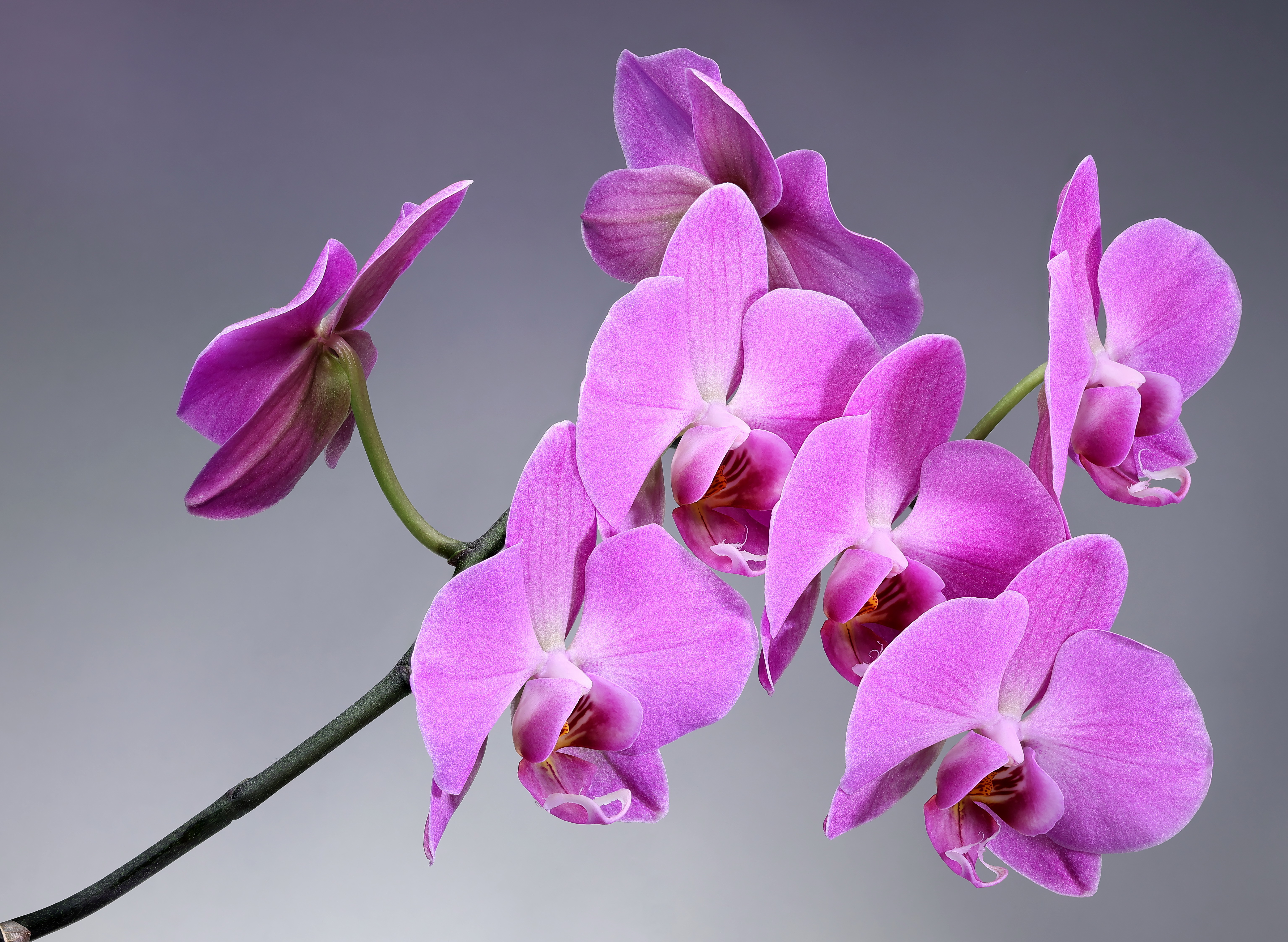
Orhidee Phalaenopsis
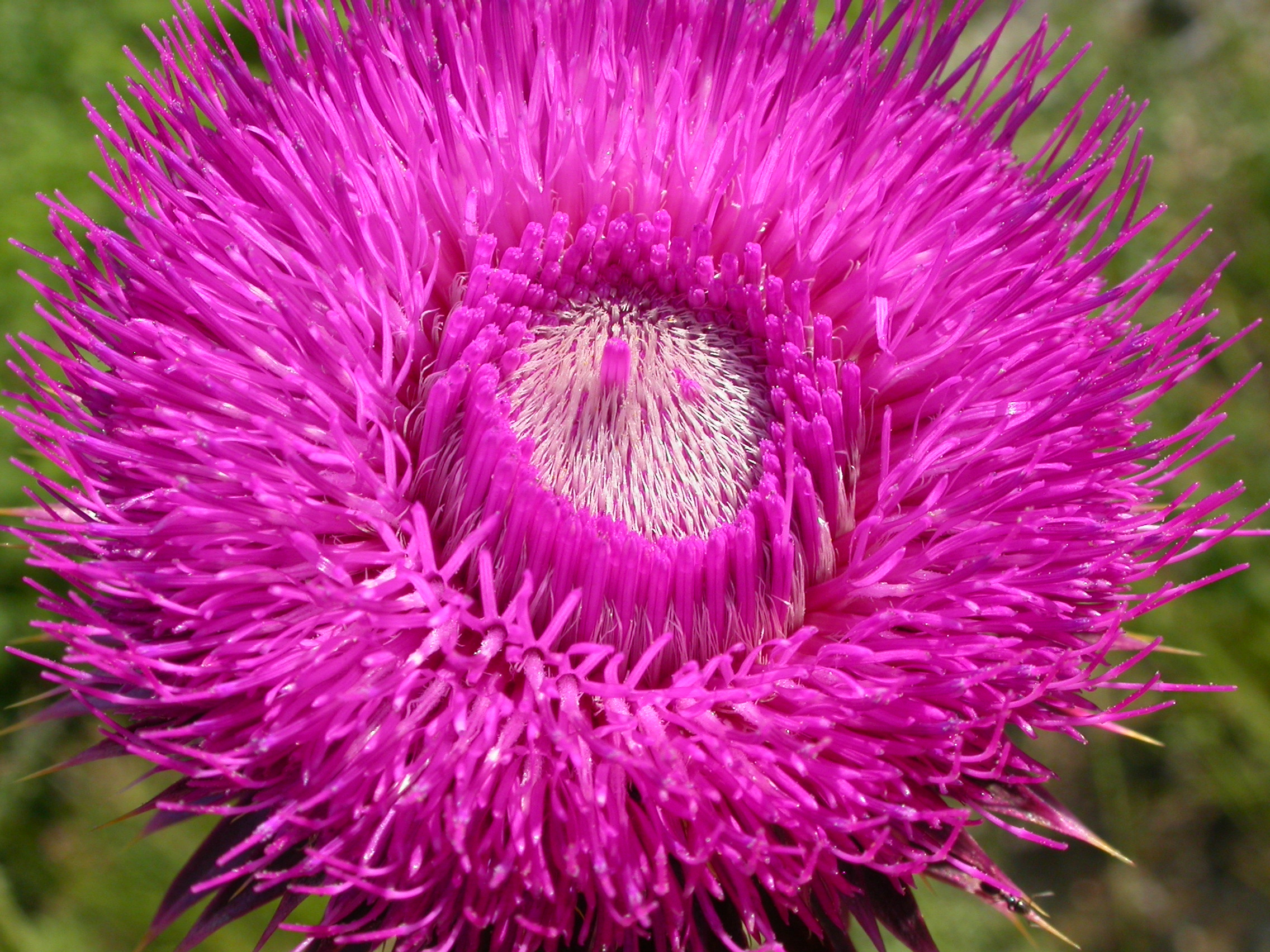
Ciulin
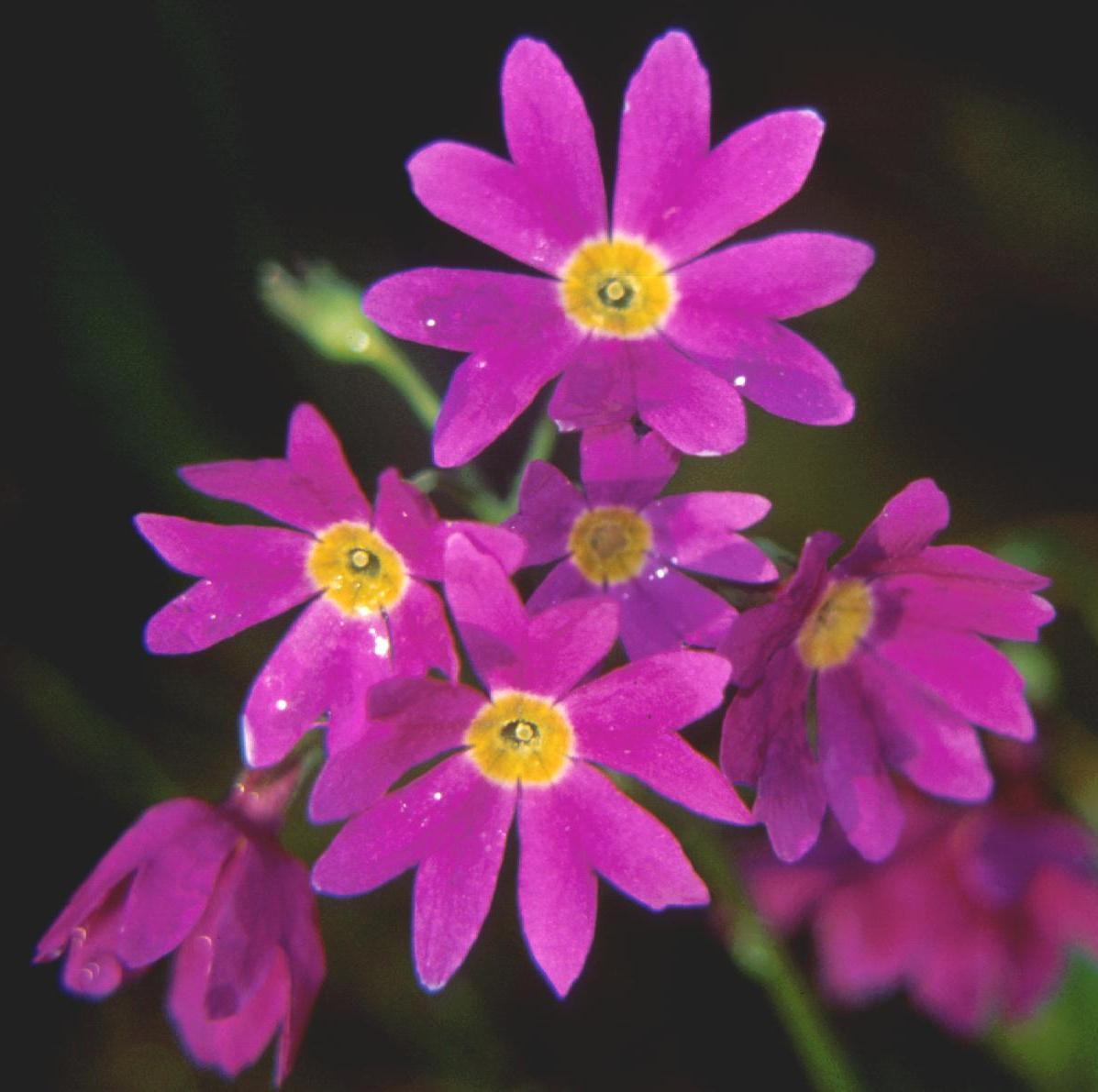
Dianthus

### În numismatică
Rezerva Bank of India (RBI) a emis o bancnotă de culoare magenta cu valoare nominală de 2000 ₹ la 8 noiembrie 2016 cu seria Mahatma Gandhi. Aceasta este cea mai mare bancnotă tipărită de RBI care se află în circulație activă în India.

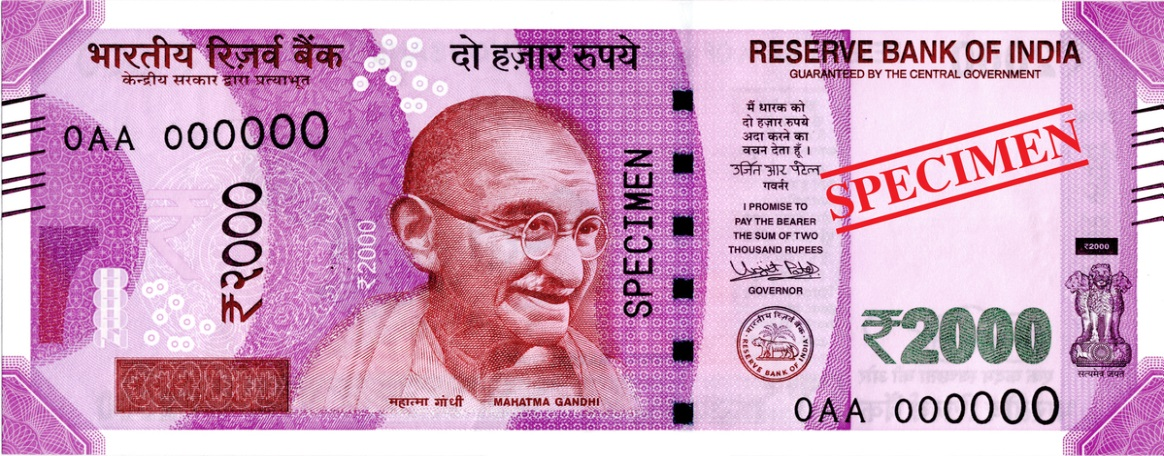
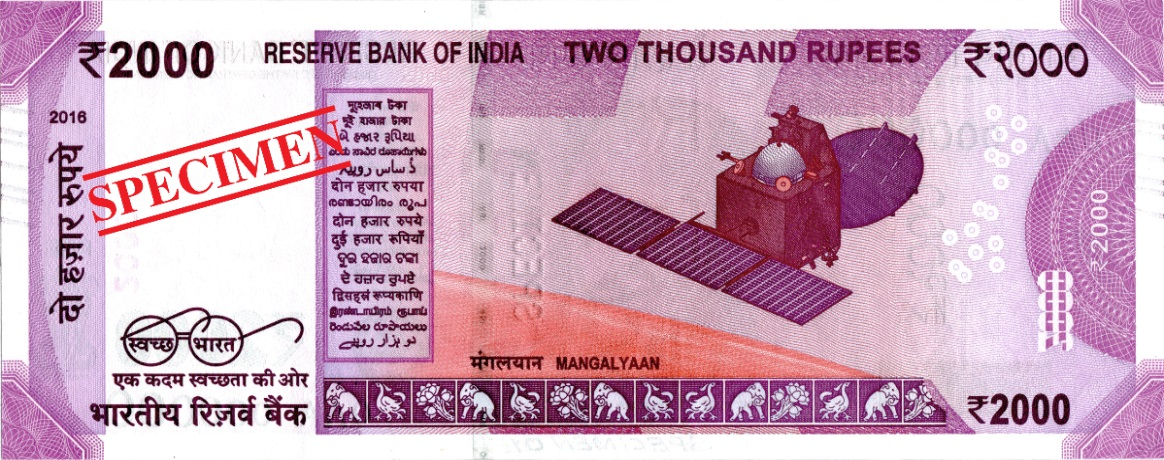